# Zuphium longicolle
Zuphium longicolle är en skalbaggsart som beskrevs av Leconte. Zuphium longicolle ingår i släktet Zuphium och familjen jordlöpare. Inga underarter finns listade i Catalogue of Life.